# 南泉路
南泉路是中華人民共和國上海市浦東新區一條南北走向道路，道路南起浦建路，北至濰坊路，全長550米，寬20米。道路建於1986年，路名來自於周邊住宅南泉小區。1986年時，率先建成浦電路至濰坊路路段。1987年向南延伸至北張家浜路。道路兩側為濰坊新村住宅樓。